# Ronald Edward Latham
Ronald Edward Latham (1907 – 1992) è stato un traduttore, latinista, medievista accademico britannico.
È noto soprattutto per avere tradotto in inglese il De rerum natura di Lucrezio , Il Milione di Marco Polo e l''Ecclesiastical History of the English People ("La storia ecclesiastica degli inglesi") di Beda il Venerabile.

## Biografia
Si formò alla Royal Grammar School di Newcastle upon Tyne, una scuola indipendente fondata nel XVI secolo dal mercante e sindaco principale Thomas Horsley. Quindi, completò gli studi al Balliol College di Oxford nel quale divenne lettore universitario in Literae Humaniores.
Nel 1936 fu assunto come assistente conservatore del  Public Record Office, l'archivio di Stato della City londinese. Due anni dopo, tenne un ciclo di letture tenute al Working Men's College, il più antico centro europeo di formazione per adulti fondato da socialisti cristiani nel 1854. Esse furono raccolte nel volume In Quest of Civiliation, dato alle stampe nel '46.
Dal '65 al '77, anno del pensionamento, fu il primo redattore del Dictionary of Medieval Latin from British Sources, edito dalla Oxford University Press. In tale ruolo gli succedette David Howlett.

## Opere
- In quest of civilization, Jarrolds, Londra, 1946.
- Revised medieval Latin word-list from British and Irish sources, Oxford University Press (per conto della British Academy), Londra, 1965

Traduzioni
- Lucrezio, Lucretius on the nature of the universe, Penguin, Harmondsworth, 1951
- Marco Polo, The travels of Marco Polo, the Venetian by Marco Polo.Penguin, Harmondsworth, 1958
- Bede, Ecclesiastical history of the English people with Bede's letter to Egbert and Cuthbert's letter on the death of Bede